# HD 37788
HD 37788，又名BD+00 1152，SAO 113033、HR 1955，是一颗恒星，视星等为5.93，位于銀經204.4，銀緯-15.44，其B1900.0坐标为赤經5h 35m 57.4s，赤緯+0° -15.44′ 5″。